# ギブソン・エクスプローラー
エクスプローラー (Gibson Explorer) は、ギブソンのエレクトリックギター。
1958年に、フューチュラ (Futura) という名前でデビュー。兄弟機のフライングV同様に先進的、未来的（フューチュリスティック）ボディデザインを持つ。
発売当初は受け入れられず、1959年には生産中止になるが、1975年、ギブソンは他社が類似デザインのギターで成功しているのを受け、再生産を開始した。
ギブソンが1958年に製作したオリジナルのコリーナ材製エクスプローラーは100本に満たないので、その希少価値から大変高価なコレクターズアイテムとなっている。またU2のギタリスト、ジ・エッジが長年愛用した1976年製のエクスプローラーは2008年にハリケーン・カトリーナ被災者救済のため行われたミュージック・ライジング・オークションで売却され、8万ドルの落札予想価格を大きく超える15万ドルの値がつけられた。

## バリエーション
「スタジオ・エクスプローラー」やマティアス・ヤプス（スコーピオンズ）デザインの、ボディを通常のエクスプローラーの90%サイズにした「エクスプローラー90」を含め、さまざまなバリエーションのエクスプローラーが存在する。
1979年には、ウォルナットとメイプルの5ピース構造、コンター加工ボディーの、エクスプローラーIIという名で知られるE2を発表。これは、1983年に生産中止された。
エクスプローラーは、フライングV、SG、レスポールと同様、フラットブラック仕上げのゴシックラインも作られた。
エピフォンブランドでも、コリーナ材やエピフォン独自のゴシックモデルが作られている。
2008年には、シェイプを上下逆にしたリヴァース・エクスプローラーが1000本限定で発売された
極初期のプロトタイプには、ヘッドが正式に販売されたいわゆる"バナナヘッド"ではなく、"フューチュラ"で採用されていたVシェイプの非対称ヘッド（スプリッドヘッド）が採用されていた。そのプロトタイプは、リック・デリンジャーが長らく所有していたが、後にスコット・チナリーの手に渡っている。なお、オリジナルの"フューチュラ"のプロトタイプも、複数現存が確認されている。
高見沢俊彦が所有しているユニオンジャックペイントのエクスプローラーはコピーモデルではなく、ギブソン純正モデル（1984年にごく少数を生産）である。

## コピーモデル
- ヘイマー社は1974年、ヘイマー・スタンダードと呼ばれるエクスプローラー・モデルを製作。当時のプログレッシブ・ロック・ミュージシャンらに使用された。
- イーエスピー社は、メタリカのジェイムズ・ヘットフィールドやブルース・キューリック、デヴィン・タウンゼンド、テスタメントのエリック・ピーターソン用にエクスプローラーシェイプを製造していた。ジェイムズモデルやブルースモデルは販売されていたが、現在カタログからは外され、より鋭角的なEXシリーズがラインナップに加えられている。
- ジャクソン（現在はフェンダー傘下）は、エクスプローラーのデザインを元にケリーを制作している。著名なユーザーには、メガデスのマーティ・フリードマンがいる。
- アレンビックは、後期ザ・フーのジョン・エントウィッスルにいくつかの特注品のベースを作成。これらは、エクスプローラーのボディ形状を元にしている。彼の死後、アレンビックはジョンのカスタムベースを限定生産している。ワーウィックは、このカスタムベースを元にした「ストライカー・ベース」を製造した。
- フェルナンデス(Burny)から発売されたPATA（X JAPAN）モデルは、前述のV型ヘッドのプロトタイプをコピーしたものである。オリジナルと同様ヘッドの形状の問題から、ペグとナットの間は一部の弦をストリングガイドを介して通している。

その他に、エクスプローラータイプのギターを製造したメーカーは、ディーンやアイバニーズ、ヤマハ、クレイマー (Kramer) 、ピーヴィー (Peavey)、ラドー(Lado） など、多数存在する。
2007年、Xbox 360用ゲーム『ギターヒーロー2』が、エクスプローラーを模したギター型コントローラ同梱で発売された（最初のギターヒーローはSGを模したもの）。サードパーティーがプレイステーション2用『ギターヒーロー』向けに出したコントローラもエクスプローラータイプであり、MacintoshとPC用の『ギターヒーロー3』もエクスプローラー型コントローラー同梱で発売された。